# Lago Pullinque
El lago Pullinque es un pequeño lago ubicado en la zona de los Siete Lagos, en la Región de los Ríos. Sirve de descanso a las aguas del río Huanehue que es el emisario del lago Calafquén y desemboca en el lago Panguipulli.

## Descripción
Desde el lago se desvían aguas para generar energía eléctrica en la central hidroeléctrica Pullinque, una central hidroeléctrica de pasada que las devuelve al río Huanehue.
Recibe su nombre del mapudungun pu llInke, lugar de ranas.
Su formación es de origen glaciar. Salpicado de islotes, su nivel fue aumentado artificialmente para el uso de la central hidroeléctrica Pullinque. Los cerros que lo flanquean están cortados a pique por efectos glaciales. En el valle se alzan extraños montículos de piedra y arcilla (drumlins), depositados en los ríos que corrían bajo los glaciares.
El lago está ubicado a 15 km de Coñaripe y a 15 km de Panguipulli.

Diagrama unifilar de la cuenca del río Valdivia.